# Aalsmeer

Aalsmeer je grad i općina koji se nalazi u provinciji Sjeverna Holandija u zapadnoj Nizozemskoj. Aalsmeer se nalazi 13 kilometara jugozapadno od Amsterdama. Aalsmeer je poznato središte uzgoja cvijeća i trgovine cvijećem te se u njemu nalazi najveća burza cvijeća u svijetu koja je i ujedno druga najveća zgrada na svijetu.

## Unutarnje poveznice
- Ujedinjena burza cvijeća u Aalsmeeru

## Vanjske poveznice
- Službena stranica (nizoz.)